# Synagelides palpalis
Synagelides palpalis är en spindelart som beskrevs av Zabka 1985. Synagelides palpalis ingår i släktet Synagelides och familjen hoppspindlar. Inga underarter finns listade i Catalogue of Life.